# Giuseppe Di Lello Finuoli
Giuseppe Di Lello Finuoli (ur. 24 listopada 1940 w Villa Santa Maria) – włoski sędzia i polityk, senator, eurodeputowany w latach 1999–2004.

## Życiorys
Z wykształcenia prawnik, z zawodu sędzia, pracował w Palermo. Był członkiem grupy prawników zajmujących się zwalczaniem struktur mafijnych, skupionej wokół Antonina Caponnetto, w skład której wchodzili też m.in. Paolo Borsellino i Giovanni Falcone.
W latach 1994–1996 sprawował mandat posła do Izby Deputowanych XII kadencji, kandydując jako przedstawiciel Włoskiej Partii Socjalistycznej. W wyborach w 1999 z listy Odrodzenia Komunistycznego został wybrany do Europarlamentu V kadencji. Należał do grupy Zjednoczonej Lewicy Europejskiej i Nordyckiej Zielonej Lewicy. Brał udział m.in. w pracach Komisji Wolności i Praw Obywatelskich, Sprawiedliwości i Spraw Wewnętrznych oraz Komisji Petycji. W PE zasiadał do 2004. Od 2006 do 2008 był członkiem włoskiego Senatu XV kadencji.